# Петар Лончаревић
Петар Лончаревић (Београд, 20. новембар 1907 — Крањ, 30. март 1978) је био фудбалски репрезентативац Краљевине Југославије.

## Каријера
Играо је центархалфа, а његов високи раст (190 цм) и дуге ноге отежавали су му мобилност и брзину трчања, али је то надокнађивао одличним постављањем и контролом одређеног дела терена.
Почевши да игра у подмлатку СК Југославија - Београд (1925—1931.) На лигашкој сцени појавио се 1929, али је 1930. у судару са Благојем Марјановићем - задобио тежак прелом ноге, тако да после дуге паузе више никад није успевао да достигне ранију форму.
У периоду од 1936—1940. играо је за Јединство из Београда.
За селекцију Београда одиграо је четири, а за репрезентацију Краљевине СХС две утакмице. Дебитовао 26. јануара 1930. против Грчке (1:2) у Атини за Балкански куп, а још је играо и 13. априла 1930. у Београду на пријатељској утакмици против Бугарске (6:1). После окончања каријере, живео је у Крању у Словенији.

## Смрт
Живот је завршио трагично. Налазио се међу гледаоцима првенствене утакмице између Олимпије и Хајдука где је ушао у свађу са групом љубљанских навијача-хулигана и добио врло јак ударац мотком по глави, од кога се онесвестио и нашао у болници. Био је 17 дана у коми и не долазећи свести, умро у 70. години.